# Когнітивна етологія

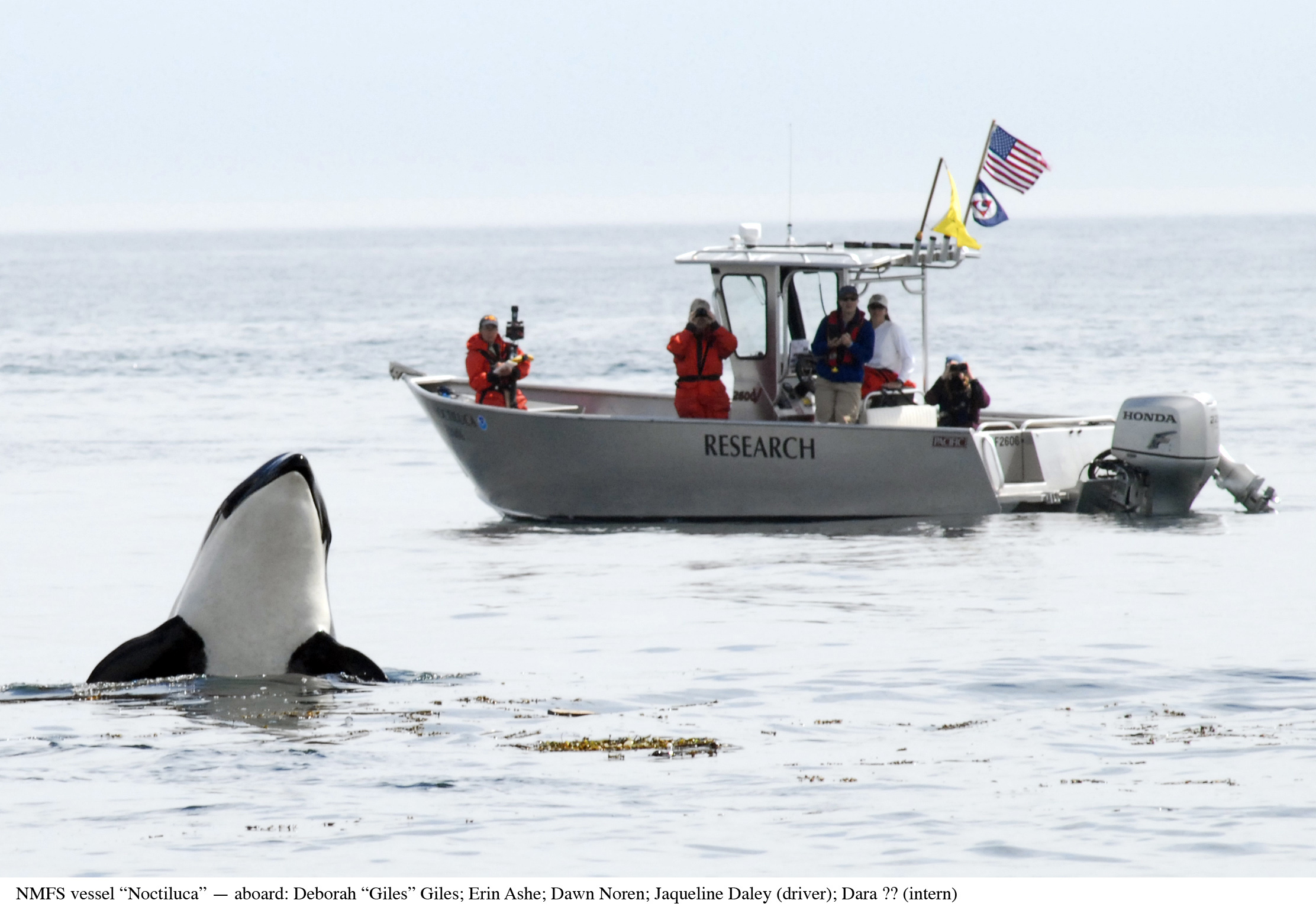
Вчені Південно-західного наукового центру рибальства (Сіетл, США) проводять інноваційні дослідження психології косаток. Сан-Хуан, липень 2006

Когніти́вна етоло́гія (від лат. Cognitio) — розділ етології, наука, що вивчає інтелект тварин; порівняльне, еволюційне і екологічне вивчення розумової діяльності тварин. Під інтелектом в когнітивній психології розуміють здатність тварин до здійснення процесу пізнання і до вирішення проблем, що виникають при освоєнні нового кола життєвих завдань.
Когнітивна етологія є міждисциплінарною галуззю, що, разом з зоопсихологією, досліджує вищі психічні функції тварин і що включає роботи етологів, психологів і зоологів, спрямовані на вивчення їх психіки. Особлива увага приділяється їх поведінці в природних для них умовах. Когнітивна етологія є відносно новою міждисциплінарною дисципліною, щодо наукового статусу якої ще недавно існували критичні думки.

## Історія
Когнітивна етологія, як наука про комунікації тварин в природному середовищі, сформувалася у 1970-х роках. В наш час вона охоплює вивчення усіх когнітивних процесів у тварин. Самі когнітивні процеси тепер не розглядаються як прерогатива людини. Дослідження в цій галузі з кожним роком розширюються, даючи безліч цікавих, часом несподіваних, фактів. Це молода наука, але вона має довгу передісторію.
Ще німецький філософ Герман Реймарус допускав наявність у тварин дій, які можна зіставити з розумною поведінкою людини. Реймарус, як і його сучасники і попередники, включав в цю категорію перш за все здатність до наслідування і навчання. Про наявність у тварин інтелекту і емоцій вперше висловився Чарлз Дарвін, який вважав, що, поряд з інстинктами і асоціаціями, вони мають і «здатністю до міркування». Дарвін вважав, що зачатки розуму («здатність до міркування» — англ. reasoning) так само притаманні багатьом тваринам, як інстинкти і здатність до формування асоціацій, тобто до навчання.

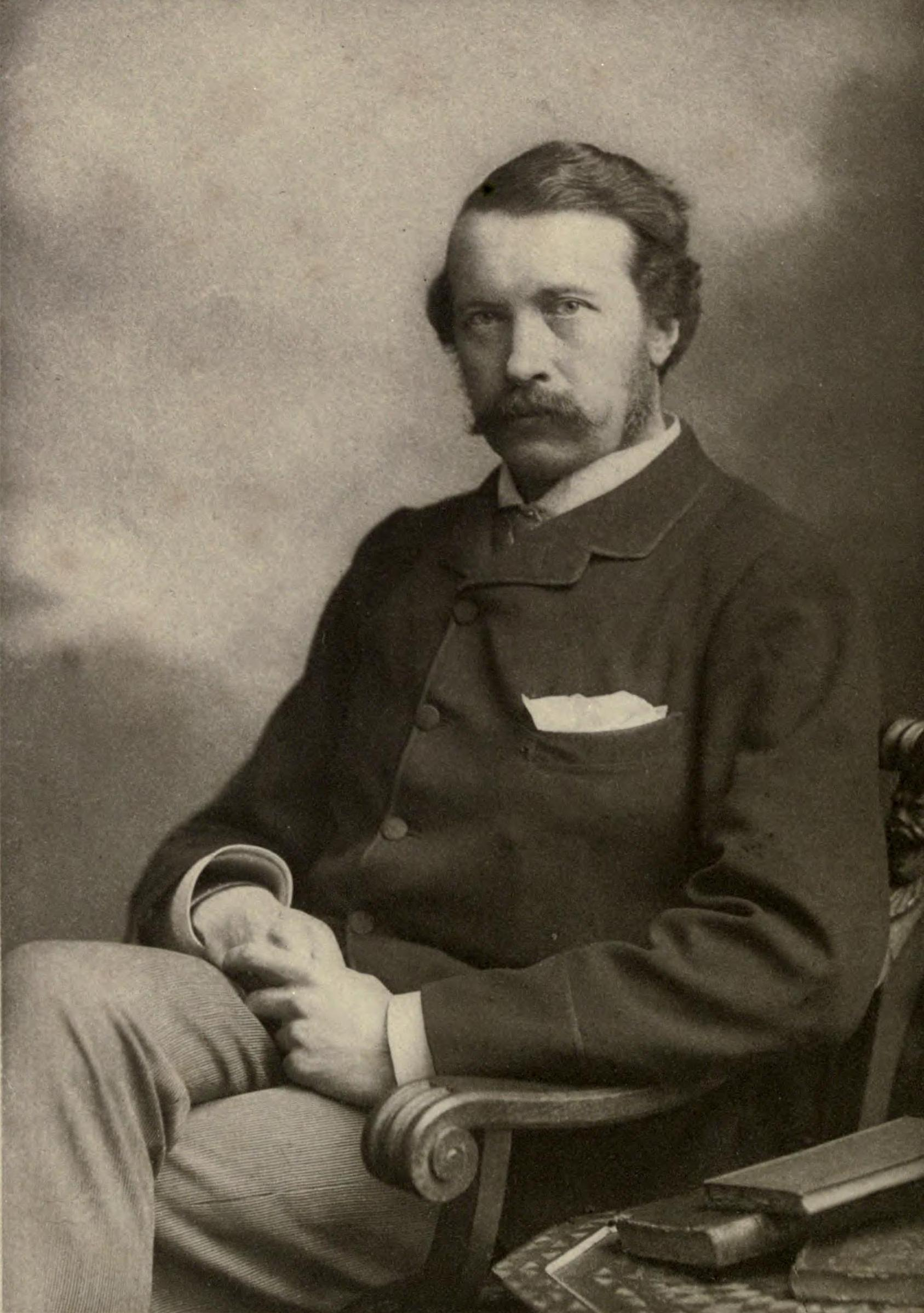
Автор монографії «Розум тварин» (1883) Джон Роменс — автор теорії еволюції розуму тварин і людини

У 1872 році Дарвін опублікував монографію «Вираження емоцій у людини і тварин» (англ. The Expression of the Emotions in Man and Animals, 1872), яка стала поворотним пунктом в розумінні зв'язку біологічних і психологічних явищ, зокрема, організму і емоцій. У ній він доводив, що еволюційний принцип можна застосувати не тільки до біофізичного, а й психолого-поведінкового розвитку живого, та що між поведінкою тварини і людини непрохідної прірви не існує. Про еволюційний когнітивний процес висловлювався і друг та однодумець Дарвіна, натураліст Джон Роменс. В книзі «Розум тварин» (англ. Animal Intelligence, 1883) він доводив єдність і безперервність розвитку психіки на всіх рівнях еволюційного процесу.

Ще до недавнього часу мислення тварин практично не було предметом окремого розгляду в дослідженнях з поведінки тварин, вищої нервової діяльності і зоопсихології. Якщо ж автори порушували цю проблему, то намагалися переконати читачів у слабкому розвитку їх розумової діяльності і наявності різкої (непрохідною) межі між психікою людини і тварин. Курт Фрабі, зокрема, в 1976 році писав: 
|  | Інтелектуальні здібності мавп, включаючи антропоїдів, обмежені тим, що вся їхня психічна діяльність має біологічну обумовленість, тому вони не здатні до встановлення уявного зв'язку між одними лише уявленнями і їх комбінуванням в образи |

Засновником когнітивної етології, який зробив значний внесок у її розвиток, вважається американський зоолог, почесний професор Рокфеллерського університету Дональд Гріффін, порушивши існуюче на той час табу наукових тверджень.
|  | Ще в сімдесяті роки при думці про те, що тварини можуть мати свідомість, психологи буквально кам'яніли |

Дослідження етологів внесли істотний внесок в сучасні уявлення про прояви розумової діяльності в поведінці тварин. Завдяки систематичним дослідженням поведінки тварин різних видів в природному середовищі існування накопичені дані про те, що розум дійсно відіграє реальну роль в забезпеченні адаптивності поведінки.
Олег Кришталь, академік Національної академії наук України, президент Національного товариства нейронаук зауважує:

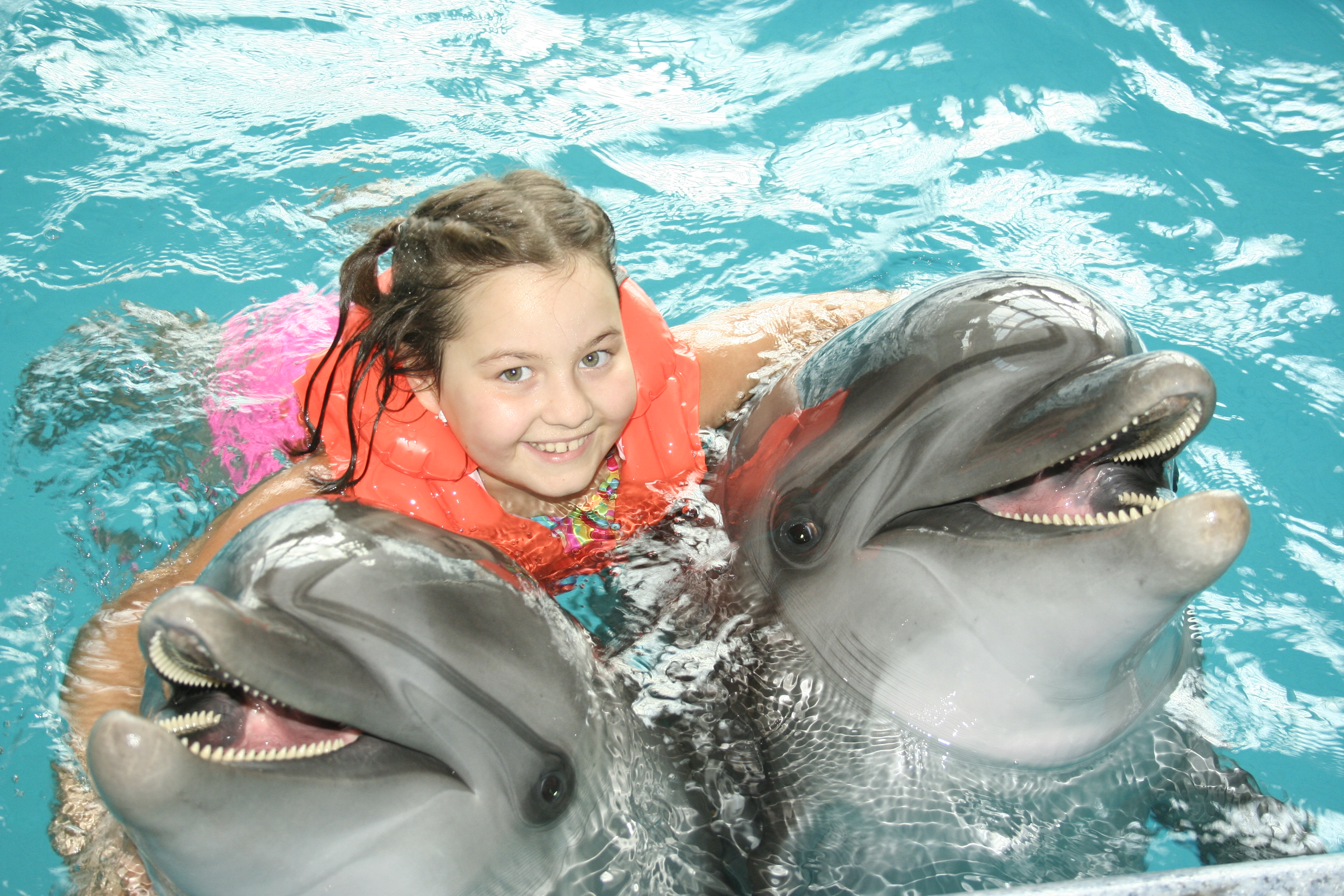
Дельфіни вважаються одними з найрозумніших тварин у світі. Особливості психіки тварин використовуються у дельфінотерапії

|  | Протягом останніх десятиліть змінилися наші загальні уявлення про виникнення свідомості. Тривалий час тваринам відмовляли в праві на свідомість, вважаючи їх, по суті, живими роботами, які діють за принципом „стимул — реакція“, у кращому разі спроможними виробляти рефлекси. Нині ця „єресь біхевіоризму“ подолана… І ми, і тварини мислимо і відчуваємо емоції. Однак лише люди, накопичуючи досвід, створюють культуру |

## Термінологія і методика досліджень

### Свідомість
Вважалося, що свідомість та самосвідомість (метасвідомість) притаманна лише людині. Фахівці з когнітивної етології розробили спеціальні методики і провели цілий ряд експериментів для з'ясування питання про наявність метасвідомості у тварин. У журналі Trends in Cognitive Sciences були опубліковані експериментальні дані Девіда Сміта (англ. David Smith) з Університету в Буффало, які свідчать, що деякі з видів тварин мають схожі на людські розумові здібності, так звану самосвідомість — знання про власну свідомість і регуляцію свідомості. Ознаки самосвідомості спочатку були виявлені у дельфінів, а пізніше і у інших видів тварин. В ході цих експериментів з'ясувалося, що багато тварин (пацюки, дельфіни, мавпи) при нестачі інформації поводяться цілком по-людськи: відмовляються від проходження тесту або намагаються отримати додаткові дані. Тим самим тварини здатні оцінювати власну інформованість і компетентність та розуміють, які їхні шанси на успішне виконання завдання. Самосвідомість дозволяє не тільки оцінювати власні знання, а й використовувати підручні предмети й інструменти для добування їжі.
Ознаки свідомості були підтверджені в багатьох тварин зокрема у ссавців, птахів, молюсків, та комах.

### Просторовий інтелект
Просторовий інтелект — просторова орієнтація і пам'ять, один з видів когнітивної адаптації тварин. Ті види, для яких просторовий інтелект забезпечує виживання, показують найбільш високі результати. Так горіхівка американська здатна запам'ятати кілька тисяч схованок з запасеним на зиму насінням. Сурикати з першого разу запам'ятовують просторове розташування схованок на території.

### Образна пам'ять
Існування образної пам'яті (пам'ять на уявлення: зорова, слухова, нюхова, смакова, дотикова) у вищих ссавців можна спостерігати на прикладі собаки. Багато власників собак бачили, як спляча тварина рухає лапами або навіть гавкає. Про це говорив німецький дослідник Ерхард (1924) про свого пса:

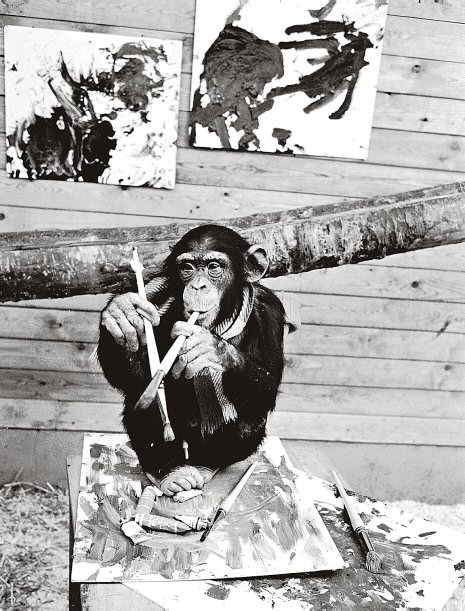
Скандальний художник П'єр Брассо. Сенсація Гетеборзької художньої виставки 1964 року виявився чотирирічним шимпанзе

|  | Це трапляється завжди, коли його перед цим водили гуляти в ліс… Якщо він кілька днів не був у лісі, то я можу спонукати його «полювати» уві сні тим, що викликаю запах лісу штучним шляхом — запахом соснових голок |

### Коефіцієнт енцефалізації
У 1973 році Гаррі Джерісон (англ. Harry J. Jerison) запропонував оцінювати тварина за так званим коефіцієнтом енцефалізації: співвідношенням маси мозку тварини до маси його тіла. Після того, як цей коефіцієнт був порахований для багатьох тварин, виявилося, що він пов'язаний з їх інтелектом досить тісно. Тобто у відносно кмітливих тварин коефіцієнт був досить високий, а у тварин, які зазнають труднощів з виконанням різних завдань на інтелект, — відносно низьким.

### Метод «проб і помилок»
Засновниками наукового методу дослідження процесу навчання у тварин в контрольованих лабораторних умовах («методу проб і помилок») вважаються Едвард Лі Торндайк та Іван Петрович Павлов. Перехід до суворої кількісної оцінки дій піддослідної тварини зробив Торндайка основоположником експериментальної психології тварин.
Торндайк першим ввів графічне зображення успішності вироблення досвіду — «криву навчання». Введені Торндайком в практику лабораторного дослідження методи, в тому числі і метод «проблемних ящиків», дозволяли кількісно оцінювати хід процесу навчання. Він використовував «проблемний ящик» для збудження психічної активності тварин, спрямованої на вирішення певних поведінкових завдань. Торндайк вважав здатність до навчання показником інтелекту. Спостерігаючи за рішенням завдань в умовах експерименту, вчений прийшов до висновку, що інтелект тварин дозволяє їм діяти шляхом проб і помилок і поступово навчатися правильній реакції. У його монографії Animal intelligence (1911) говорилося тільки про цей бік інтелекту тварин, але не про власне зачатки мислення. Складне навчення шляхом «проб і помилок» і формування нової індивідуальної рухової реакції в елементарній формі присутні й у нижчих тварин, починаючи вже з плоских черів.

### Інсайт і знаряддєва діяльність
Поняття інсайт (англ. Insight — розуміння) введено гештальтпсихологами. Вольфганг Келер, протиставляв інсайт  навчанню шляхом «проб і помилок». Навчання тварин шляхом інсайту відкрите Келером при дослідженні поведінки шимпанзе в різних проблемних ситуаціях. В результаті своїх дослідів Келер дійшов висновку, що шимпанзе здатні до вирішення завдань за рахунок уловлювання структури завдання — інсайту («проникнення» або «осяяння»), тобто за рахунок розуміння зв'язків між стимулами і подіями. У цьому полягала принципова відмінність дослідів Келера від «проблемних ящиків» Торндайка. Експерименти Вольфганга Келера дозволили з'ясувати, що людиноподібні мавпи мають інтелект, який дозволяє їм вирішувати деякі проблемні ситуації не методом «проб і помилок», а за рахунок особливого механізму — інсайту, тобто за рахунок розуміння зв'язків між стимулами і подіями.
Завдяки Келеру почалося вивчення знаряддєвої діяльності тварин, яка й досі залишається однією з найважливіших експериментальних моделей. Використання і особливо виготовлення знарядь (англ. tool manufacture, tool using) є одним з найскладніших проявів когнітивної діяльності тварин і багато видів успішно володіють ним.

### Дослідження мовленнєвих здібностей тварин
На думку німецького дослідника Хайнца Хедигера («Спостереження психології тварин в зоопарку», 1984) тварини можуть спілкуватися одна з одною в деяких ситуаціях в тому ж сенсі, як люди спілкуються за допомогою мови.
Близько спілкуючись протягом декількох десятиліть з людиноподібними мавпами, особливо з шимпанзе, Роберт Я. Йеркес (1948) поділяє цю точку зору. Він вважає, що у них виразно існує мова, традиції і культура, звичайно, в найпримітивніших формах. В ході численних експериментів у 1990-х роках стало очевидно, що антропоїди здатні самостійно освоювати мову, навчаючи один одного і потомство, можуть не тільки заучувати «слова», з якими їх знайомлять вихователі, але і вигадувати свої позначення, винаходячи нові слова.
Використовують систему звукових сигналів, за допомогою якої спілкуються між собою, і дельфіни. У них є сигнали двох типів: ехолокаційні, які слугують для дослідження обстановки і виявлення перешкод і здобичі, і «щебет» та «свист» для комунікації з родичами та вираження своїх емоцій. Вони здійснюються на дуже високих, ультразвукових частотах, недоступні людському слуху.
На початку 1990-х років Тюрід Ругос — експерт-кінолог з Норвегії — отримала світову відомість завдяки дослідженням способів комунікації собак. Ругос опублікувала результати досліджень сигналів, якими собаки висловлюють свій стан. Сигнали примирення чітко продемонстрували, наскільки собаки розумні і наскільки тонко влаштована їх психіка.

## Суміжні дисципліни та галузі науки
Когнітивна етологія має загальні сфери вивчення з цілою низкою наукових областей і дисциплін.
В рамках когнітивної етології розглядається:
- Поведінка тварин — властива живим істотам взаємодія з середовищем, опосередкована їх зовнішньою (руховою) і внутрішньою (психічною) активністю в природничо-науковому, психологічному і філософському сенсі.
- Зоопсихологія — дисципліна, яка вивчає філогенез, онтогенез, закономірності та функції психіки, вроджене і придбане, розглядаючи в порівняльному аспекті психологію приматів і людини, особливо дитини.
- Порівняльна психологія — розділ психології, який вивчає подібності та відмінності в поведінці й психіці між тваринами і людиною, а також еволюцію поведінки і психіки в процесі антропогенезу.
- Етологія — польова дисципліна зоології, що вивчає поведінку тварин, вроджені, інстинктивні форми поведінки.